# Acaena masafuerana
Acaena masafuerana é uma espécie de rosácea do gênero Acaena, pertencente à família Rosaceae.